# Сагвічіо
Сагвічіо (груз. საგვიჩიო) — село в Грузії.
За даними перепису населення 2014 року в селі проживає 531 особи.